# Ilybius samokovi
Ilybius samokovi är en skalbaggsart som först beskrevs av Hans Fery och Nilsson 1993.  Ilybius samokovi ingår i släktet Ilybius och familjen dykare. Inga underarter finns listade i Catalogue of Life.